# إيمة مسننة
إيمة مسننة (الاسم العلمي: Imma denticulata) هي نوع من الحشرات تتبع جنس الإيمة من فصيلة الإيميات.